# NGC 203
NGC 203 (również NGC 211 lub PGC 2393) – galaktyka soczewkowata (S0), znajdująca się w gwiazdozbiorze Ryb.
Odkrył ją Ralph Copeland 19 grudnia 1873 roku. 18 listopada 1876 roku obserwował ją też Édouard Jean-Marie Stephan, jednak błędnie zidentyfikował gwiazdę, względem której określał pozycję obiektu; w wyniku tego otrzymał błędną pozycję i uznał, że odkrył nowy obiekt. John Dreyer skatalogował obserwację Copelanda jako NGC 203, a obserwację Stephana jako NGC 211.